# Епархия Ниссы
Епархия Ниссы (лат. Dioecesis Nyssena) — титулярная епархия Римско-Католической церкви.

## История
Античный город Нисса находился в римской провинции Каппадокия диоцеза Понта и был до IX века центром одноимённой епархии, которая входила в митрополию Цезарии Каппадокийской Константинопольского патриархата. Первым епископом и самым известным Нисским епископом был святитель Григорий.
В IX веке епархия Ниссы прекратила своё существование.
C 1715 года титул «Нисский» назначается епископам католической церкви, таким образом титулярную Нисскую епархию Римско-Католической церкви.

## Греческие епископы
- епископ святой Григорий Нисский (372—394);
- епископ Ираклид (упоминается в 431 году);
- епископ Мусоний (упоминается в 449 году);
- епископ Иоанн I (упоминается в 553 году);
- епископ Иоанн II (упоминается в 680 году);
- епископ Павел (упоминается в 692 году);
- епископ Иоанн III (упоминается в 787 году);
- епископ Игнатий (упоминается в 879 году);
- епископ Герман.

## Титулярные епископы
- епископ Guillaume Tual (4.02.1715 — 24.02.1716);
- епископ Tommaso Bottaro O.P.[2] (18.03.1716 — 8.08.1737);
- епископ Криспин Цешковский[пол.] (14.12.1772 — 1792);
- епископ Federico Guarini O.S.B. (16.03.1818 — 23.06.1828) — назначен епископом Венозы;
- епископ Йозеф Фесслер (7.04.1862 — 27.03.1865) — назначен епископом Санкт-Пёльтена;
- епископ Анджело Ди Пьетро (25.06.1866 — 28.12.1877) — назначен титулярным архиепископом Назианза;
- епископ Placido Maria Schiaffino O.S.B. (30.08.1878 — 30.07.1885) — выбран кардиналом;
- епископ Antonio Maria De Pol (25.11.1887 — 4.03.1888) — назначен епископом Виченцы;
- епископ Бартоломео Бачильери (1.06.1888 — 12.03.1900) — назначен епископом Вероны;
- епископ Francesco Giacci (3.10.1900 — 13.07.1904) — назначен епископом Марси;
- епископ Giovanni Battista Arista C.O. (14.11.1904 — 4.11.1907) — назначен епископом Ачиреале;
- епископ Laureano Vérez de Acevedo S.J. (22.08.1908 — 31.01.1920);
- епископ Jules-Alexandre Cusin (8.03.1920 — 29.05.1929) — назначен епископом Манда;
- епископ Адриано Бернареджи (16.12.1931 — 14.04.1936) — назначен епископом Бергамо;
- епископ Biagio Budelacci (18.06.1936 — 27.08.1973);
- епископ Роман Даниляк (16.12.1992 — 7.10.2012);
  - вакансия с 2012 года.